# Макрук
Макрук (на тайски: หมากรุก) или тайландски шах е игра, произхождаща от 6 век от индийската игра чатуранга или близък неин роднина и заради това се смята за свързана с шахмата. Смята се, че е най-подобната жива игра на този общ предшественик на всички шахматни варианти.
Макрукът е популярен в Тайланд и Камбоджа. В тези страни е по-популярен от шахмата. Има около два милиона тайландци, които могат да играя макрук, от които около пет хиляди също играят шахмат.
Според Владимир Крамник, тайландския макрук е по-стратегическа игра от международния шахмат.